# Wybór (film 2016)
Wybór (ang. The Choice) – amerykański melodramat z 2016 roku, w reżyserii Rossa Katza z Benjaminem Walkerem, Teresą Palmer i Tomem Wilkinsonem w rolach głównych. Film powstał na kanwie wydanej w 2007 powieści Nicholasa Sparksa The Choice. Światowa premiera filmu odbyła się 1 lutego 2016 roku.

## Opis fabuły
Młody lekarz weterynarii Travis Shaw zakochuje się w dziewczynie z sąsiedztwa, studentce Gabby Holland. Gdy do miasteczka przyjeżdża jej stara sympatia Ryan McCarthy, dziewczyna musi wybrać, kogo tak naprawdę kocha i z kim spędzi resztę życia.

## Obsada
- Benjamin Walker jako Travis Shaw
- Teresa Palmer jako Gabby Holland
- Maggie Grace jako Stephanie Parker
- Alexandra Daddario jako Monica
- Tom Welling jako doktor Ryan McCarthy
- Tom Wilkinson jako doktor Shep
- Noree Victoria jako Liz
- Brad James jako Ben
- Anna Enger jako Megan
- Wilbur Fitzgerald jako Mr. Holland
- Callan White jako Mrs. Holland
- Jesse C. Boyd jako Matt
- Dianne Sellers jako Jackie
- Brett Rice jako doktor McCarthy